# Cupa României 1953
Der Cupa României in der Saison 1953 war das 16. Turnier um den rumänischen Fußballpokal. Sieger wurde Flamura Roșie Arad, das sich im Finale am 29. November 1953 gegen Titelverteidiger CCA Bukarest durchsetzen konnte.

## Modus
Die Klubs der Divizia A stiegen erst in der Runde der letzten 32 Mannschaften ein und mussten zunächst auswärts antreten. Es wurde jeweils nur eine Partie ausgetragen. Stand diese nach 90 Minuten unentschieden, folgte eine Verlängerung von 30 Minuten. Falls danach noch immer keine Entscheidung gefallen war, zog die Gastmannschaft in die nächste Runde ein.

## Sechzehntelfinale
| Datum              |                               | Ergebnis             |                       |
| ------------------ | ----------------------------- | -------------------- | --------------------- |
| 9. September 1953  | Flamura Roșie Buhuși          | 2:4 (0:2)            | Dinamo Bacău          |
|                    | Locomotiva Cluj               | 0:1 (0:0)            | Dinamo Orașul Stalin  |
|                    | Șantierul Constanța           | 1:2 (1:1)            | Dinamo Bukarest       |
|                    | Știința Craiova               | 2:2 n. V. (1:1, 1:1) | Spartac BRPR Bukarest |
|                    | Locomotiva Oradea             | 6:4 n. V. (3:3, 2:3) | Progresul Oradea      |
|                    | Flamura Roșie Pitești         | 2:1 (2:1)            | Metalul Bukarest      |
|                    | Flamura Roșie Sfântu Gheorghe | 0:5 (0:1)            | Locomotiva Bukarest   |
|                    | Libertatea Sibiu              | 1:0 (1:0)            | Minerul Petroșani     |
|                    | Locomotiva Turnu Severin      | 0:1 (0:0)            | Știința Timișoara     |
| 10. September 1953 | Spartac Arad                  | 0:3 (0:2)            | Flamura Roșie Arad    |
|                    | Metalul Baia Mare             | 1:2 n. V. (1:1, 1:1) | Știința Cluj          |
|                    | Șantierul Lugoj               | 0:2 (0:0)            | Locomotiva Timișoara  |
|                    | Metalul Plopeni               | 2:5 (0:4)            | Flacăra Ploiești      |
| 16. September 1953 | Locomotiva Iași               | 0:2 (0:0)            | CCA Bukarest          |

Locomotiva Târgu Mureș und Știința Iași kamen kampflos eine Runde weiter, nachdem ihre Gegner CA Cluj und CA Câmpulung Moldovenesc aufgelöst worden waren.

## Achtelfinale
| Datum              |                       | Ergebnis             |                        |
| ------------------ | --------------------- | -------------------- | ---------------------- |
| 30. September 1953 | Dinamo Bacău          | 1:1 n. V. (1:1, 0:1) | Locomotiva Bukarest    |
|                    | CCA Bukarest          | 4:1 (2:0)            | Spartac BRPR Bukarest  |
|                    | Știința Iași          | 2:3 (2:2)            | Dinamo Bukarest        |
|                    | Locomotiva Oradea     | 0:1 (0:0)            | Știința Cluj           |
|                    | Flamura Roșie Pitești | 0:1 (0:0)            | Știința Timișoara      |
|                    | Flacăra Ploiești      | 3:0 (1:0)            | Dinamo Orașul Stalin   |
|                    | Locomotiva Timișoara  | 1:3 (0:1)            | Flamura Roșie Arad     |
| 7. Oktober 1953    | Libertatea Sibiu      | 0:1 (0:1)            | Locomotiva Târgu Mureș |

## Viertelfinale
| Datum            |                        | Ergebnis             |                     |
| ---------------- | ---------------------- | -------------------- | ------------------- |
| 21. Oktober 1953 | Dinamo Bukarest        | 0:2 (0:1)            | Știința Cluj        |
|                  | Flacăra Ploiești       | 1:2 (0:1)            | CCA Bukarest        |
|                  | Știința Timișoara      | 1:4 (1:0)            | Flamura Roșie Arad  |
|                  | Locomotiva Târgu Mureș | 2:2 n. V. (1:1, 1:1) | Locomotiva Bukarest |

## Halbfinale
| Datum             |              | Ergebnis             |                     |
| ----------------- | ------------ | -------------------- | ------------------- |
| 15. November 1953 | CCA Bukarest | 1:0 (1:0)            | Locomotiva Bukarest |
| 22. November 1953 | Știința Cluj | 2:2 n. V. (1:1, 0:0) | Flamura Roșie Arad  |

## Finale
| Paarung            | Flamura Roșie Arad – CCA Bukarest |
| Ergebnis           | 1:0 n. V. |
| Datum              | 29. November 1953 |
| Stadion            | Stadionul 23 August, Bukarest |
| Zuschauer          | 50.000 |
| Schiedsrichter     | Mihai Popa (Bukarest) |
| Tore               | 1:0 Gheorghe Váczi (110.) |
| Flamura Roșie Arad | Francisc Kiss (M. Popovici), Gavril Szücs, Iosif Kapas, Zoltan Farmati, Mihai Carpineț (Gheorghe Lupeș), Gavril Serfőző, Nicolae Popa, Gheorghe Váczi, Adalbert Kovács, Andrei Mercea, Nicolae Dumitrescu Cheftrainer: Coloman Braun-Bogdan |
| CCA Bukarest       | Constantin Toma, Vasile Zavoda, Alexandru Apolzan, Traian Ivănescu, Ștefan Onisie, Tiberiu Bone, Francisc Zavoda, Nicolae Tătaru (Victor Moldovan), Ion Alecsandrescu, Iosif Petschovski, Alexandru Karikas Cheftrainer: Francisc Ronnay    |